# Baronia de Bellpuig
La Baronia de Bellpuig fou una jurisdicció feudal concedida el 1139 pel comte Ramon Berenguer IV de Barcelona a Berenguer-Arnau d'Anglesola, senyor de Verdú.
La baronia inicialment comprengué els llocs de Bellpuig, Sant Martí de Maldà, Vilanova de Bellpuig, Seana, Castellnou de Seana, Golmés i les Quadres de Montperler, i els Eixaders. En el segle xv la baronia comprenia també els llocs d'Utxafava, Linyola, la Cendrosa i els castells o partides de Bellestar i Almassor.
La baronia restà en mans dels Anglesola, un del llinatges més antics de l'aristocràcia militar catalana, els quals foren barons de Bellpuig fins a la mort de Ramon d'Anglesola, senyor de Bellpuig i vescomte de Vilamur, el 1386, el qual morí sense descendència. La baronia passà a mans de la germana d'aquest Beatriu, vídua d'Hug (I) vescomte de Cardona i mare d'Hug (II) de Cardona-Anglesola, el qual esdevingué titular de la baronia, l'any 1400, títol que ostentà junt amb el comtat de Cardona del qual en fou el primer comte.
Els descendents de la casa Cardona-Anglesola, emparentats per via matrimonial amb el llinatge dels Requesens, esdevingueren Ducs de Somma (Regne de Nàpols) a partir de Ramon Folc de Cardona-Anglesola (1502) i Comtes de Palamós.
La baronia seguí en el si del llinatge tot associat a les diferents dignitats que anaren recollint els descendents d'aquests, així el barons de Bellpuig esdevingueren Ducs de Sessa, essent aquest el títol que empraren preferentment. Cada cop més emparentats amb la noblesa castellana, la baronia anà perdent pes com a cap i casal i, ja en el segle xvii, el barons rarament visitaren la vila. Finalment la baronia de Bellpuig passà a mans dels Ossorio de Moscoso, Marquesos d'Astorga (1768).
Des del 29 d'octubre de 1990 el títol de Baró de Bellpuig recau en la persona d'Alfonso de Bustos y Bustos, que és el vint-i-sisè baró

## Barons de Bellpuig

Escut d'armes del
llinatge dels Anglesola

|                                             | Titular                                                                         | Període                                     |
| Creació per Ramon Berenguer IV de Barcelona | Creació per Ramon Berenguer IV de Barcelona                                     | Creació per Ramon Berenguer IV de Barcelona |
| ------------------------------------------- | ------------------------------------------------------------------------------- | ------------------------------------------- |
| I                                           | Berenguer-Arnau d'Anglesola                                                     | 1139                                        |
| II                                          | Guillem II d'Anglesola                                                          | ? -1236                                     |
| III                                         | Guillem III d'Anglesola                                                         | 1236-1296                                   |
| IV                                          | Guillem IV d'Anglesola                                                          | 1296-1333                                   |
| V                                           | Ramon d'Anglesola i Pallars                                                     | 1333- ?                                     |
| VI                                          | Beatriu d'Anglesola                                                             |                                             |
| VII                                         | Hug II Folc de Cardona                                                          | -1400                                       |
| VIII                                        | Hug Folc de Cardona i Anglesola                                                 | 1400-1410                                   |
| IX                                          | Ramon Folc de Cardona                                                           | 1410-1460                                   |
| X                                           | Hug de Cardona                                                                  | 1460-1463                                   |
| XI                                          | Antoni Folc de Cardona                                                          | 1463-1502                                   |
| XII                                         | Ramon Folc de Cardona-Anglesola                                                 | 1502-1522                                   |
| XIII                                        | Ferran de Cardona-Anglesola i de Requesens                                      | 1522-1571                                   |
| XIV                                         | Lluis Folc de Cardona i Fernández de Còrdova                                    | 1571-1574                                   |
| XV                                          | Antonio Fernández de Còrdova i Cardona                                          | 1574-1606                                   |
| XVI                                         | Luis Fernández de Córdoba y Aragón                                              | 1606-1642                                   |
| XVII                                        | Antonio Fernández de Córdoba Folch de Cardona Anglesola Aragón y Requesens      | 1642-1659                                   |
| XVIII                                       | Francisco María Fernández de Córdoba Folch de Cardona Aragón y Requesens        | 1659-1688                                   |
| XIX                                         | Félix María Fernández de Córdoba Cardona y Requesens                            | 1688-1709                                   |
| XX                                          | Francisco Javier Fernández de Córdoba Cardona y Requesens                       | 1709-1750                                   |
| XXI                                         | Buenaventura Francisca Fernández de Córdoba Folch de Cardona Requesens y Aragón | 1750-1768                                   |
| Rehabilitació per Alfons XIII               |                                                                                 |                                             |
| XXII                                        | Antonio de Bustos y Ruiz de Arana                                               | 1923-1990                                   |
| XXIII                                       | Alfonso de Bustos y Bustos                                                      | 1990-2013                                   |
| XXIV                                        | Alfonso de Bustos y Pardo-Manuel de Villena                                     | 2013-actual titular                         |